# Iragna (natuursteen)
Iragna is de handelsnaam van een type graniet uit Zwitserland. De natuursteen wordt als bouwmateriaal toegepast, bijvoorbeeld als keukenblad of traptrede. Het is een grijskleurig gesteente afkomstig uit de gelijknamige plaats Iragna in Zwitserland. Er is een groeve juist aan de noordzijde van het dorp Iragna. Veel gebouwen in Iragna zijn gebouwd met deze steensoort, waaronder het stadhuis.
Iragna wordt soms ook gneis genoemd.